# Baszta pod Ciemną Gwiazdą
Baszta pod Ciemną Gwiazdą (niem. Turm Finsterstern) – niezachowana baszta obronna Starego Miasta w Gdańsku. 

## Historia
Baszta pod Ciemną Gwiazdą znajdowała się na północno-wschodnim krańcu fortyfikacji Starego Miasta w Gdańsku. Dzisiaj w tym miejscu przebiega ul. Wałowa. Była to ostatnia baszta przed brzegiem Motławy z którym łączył ją ziemny wał. Przed basztą znajdowały się mokradła ujścia Motławy do Wisły. Została wzniesiona w 1494 roku i sąsiadowała z Bramą św. Jakuba. Była to wysoka i masywna budowla, największa z baszt Starego Miasta. Jej konstrukcja zakładała uzbrojenie w działa. Poprzedzona była fosą, której stan był w miejscu baszty regulowany grodzą. W 1635 roku budowla została zasypana ziemią, podczas budowy w tym miejscu Bastionu św. Jakuba. Pozostałości baszty rozebrane zostały w 1896 roku w trakcie niwelacji bastionu. Baszta miała kształt owalny ze ściętą ścianą od strony miasta. Była więc podobna do zachowanej w innej części miasta Baszty Białej. Etymologia nazwy baszty nie jest znana.